# Lothar Abend
Lothar Abend (* 15. Januar 1944 in Brieg/Niederschlesien) ist ein ehemaliger deutscher Boxer. Er war Europameister der Berufsboxer im Federgewicht.

## Werdegang

### Amateurlaufbahn
Lothar Abend landete nach der Vertreibung durch die Polen in Kiel. Dort wuchs er auf und begann mit 13 Jahren mit dem Boxen. Er war sehr talentiert und wurde in den Jahren 1960 und 1961 deutscher Juniorenmeister im Federgewicht. Er wurde schon im Alter von 18 Jahren Berufsboxer. Weitere Erfolge als Amateur konnte er deshalb nicht erzielen. Er bestritt insgesamt 60 Amateurkämpfe. Abend durchlief eine Maurerlehre, später war er zwei Jahre als Seemann auf einem holländischen Fischkutter sowie als Eisenbieger tätig.

### Profilaufbahn
Abend, der einen Profivertrag bei Wilfrid Schulz unterschrieben hatte, bestritt am 6. September 1963 in Kiel seinen ersten Profikampf. Der von Trainer Winfried Priess betreute Boxer kam dabei über den Kölner Rolf Kersten zu einem Punktsieg. In den nächsten Monaten kämpfte er hauptsächlich in den norddeutschen Ringen Hamburg, Oldenburg und Kiel und blieb in seinen ersten zwölf Kämpfen siegreich. Am 18. Juni 1965 siegte er in Kiel über Klaus Jäger nach 12 Runden nach Punkten und wurde damit deutscher Meister im Federgewicht.
Nachdem er die starken Gegner Pierre Tirlo, Noel Soetens, Teddy Larsen und Roger Younsi besiegt hatte, boxte er am 5. Februar 1966 in Kiel gegen den Franzosen Maurice Tavant um den Europameister-Titel im Leichtgewicht. Der erfahrenere Tavant erwies sich dabei als der stärkere und gewann diesen Kampf durch techn. KO in der 10. Runde. Am 7. September 1966 versuchte Lothar Abend in dem von dem damaligen Promoter Theodor Wittenbrink veranstalteten Boxabend in Kiel gegen den Kölner Karl Furcht deutscher Meister im Leichtgewicht zu werden. Der Versuch misslang, denn Furcht siegte über Lothar Abend in der 7. Runde durch technischen KO.
Am 15. April 1967 verteidigte Lothar Abend seinen deutschen Meistertitel im Federgewicht erfolgreich durch einen techn. KO-Sieg in der 9. Runde über Paul Krucik aus Bad Oeynhausen. Am 13. September 1968 erhielt er erneut die Chance gegen den Spanier Manuel Calvo um die Europameisterschaft im Federgewicht zu boxen. Der Kampf fand in Barcelona statt und endete mit einem technischen KO-Sieg in der 6. Runde von Manuel Calvo.
Lothar Abend gab aber nicht auf. Nachdem er eine Reihe internationaler Spitzenboxer besiegt hatte, bekam er am 14. Juli 1971 in Lignano die Chance gegen den Italiener Tommaso Galli um den Europameistertitel im Super-Federgewicht zu boxen. Nach 15 Runden erhielt Galli den Punktsieg zugesprochen und damit war der vierte Versuch von Lothar Abend Europameister zu werden gescheitert. Der fünfte Versuch war aber erfolgreich. Am 13. Oktober 1972 besiegte Abend in Hamburg den Italiener Domenico Antonio Chiloiro nach 15 Runden nach Punkten und war damit neuer Europameister im Super-Federgewicht. Für den Kampf erhielt Abend eine Gage von 5000 DM.
Lothar Abend verteidigte seinen Titel am 3. Februar 1973 in Kiel durch einen techn. KO-Sieg in der 1. Runde über den Belgier Jean de Keers, am 13. Mai 1973 in Kiel durch einen technischen KO-Sieg über den Franzosen Felix Said Brami, bei diesem Kampf erhielt er übrigens mit 15.000,00 DM seine Höchstgage als Profiboxer und am 7. Dezember 1973 in Hamburg durch einen Punktsieg über den Italiener Ugo Poli erfolgreich. Abends Manager Schulz visierte für seinen Schützlingen einen Kampf um die Weltmeisterschaft im Leichtgewicht an, welcher aber nie zustande kam. Nach Angaben Schulz’ erhielt Abend Angebote für freiwillige Titelverteidigungen in Frankreich, Spanien sowie den skandinavischen Ländern, die 40 000 bis 50 000 D-Mark je Kampf umfassten. Bei seinen Kämpfen in Deutschland erhielt er kleinere Summen, so etwa für die Titelverteidigung gegen Poli rund 20 000 D-Mark. Im Mai 1974 wurde Abend mit der Goldenen Ehrennadel des Bundes Deutscher Berufsboxer ausgezeichnet.
Am 7. Mai 1974 trat er zur vierten Titelverteidigung in Oslo gegen den Norweger Svein Erik Paulsen an. Dabei besiegte Paulsen Lothar Abend durch technischen K.o. in der dritten Runde und entriss diesem damit dem Europameistertitel. Abend, der den Norweger vorher nie hatte kämpfen sehen, ging in der zweiten Runde zu Boden, in der dritten Runde wurde er dreimal angezählt, ehe der Kampf abgebrochen wurde. Sein Schützling sei kalt erwischt worden, bereits der erste Wirkungstreffer sei der Anfang vom Ende gewesen, äußerte sein Trainer Winfried Priess nach der Niederlage. Abend wurde für den Kampf mit 40 000 D-Mark entlohnt.
Auch seinen folgenden Kampf bestritt er im Ausland. In Helsinki unterlag er im November 1974 dem Finnen Erik Nikkinen nach Punkten. Im Vergleich zum Titelkampf gegen Paulsen fiel die Entlohnung mit 5000 D-Mark deutlich geringer aus. Nach Ansicht Abends und seines Trainers Priess spiegelte das Urteil der Punktrichter nicht den Kampfverlauf und bevorteilte den Finnen über Gebühr.
In den folgenden Jahren boxte Lothar Abend mehr oder weniger jeden Gegner, der sich ihm stellte. Es waren darunter auch Gegner, die viel schwerer waren als er. Er kämpfte auch häufig im Ausland und verlor dabei viele Kämpfe. Von den Gegnern, die ihn besiegten, seien nur Cemal Kamacı aus der Türkei, Erik Nikkinen aus Finnland und Jörg Eipel aus Berlin genannt. Er fing sich aber wieder und verlor von seinen letzten acht Kämpfen nur noch einen. Am 18. März 1978 bestritt er in Uetersen seinen letzten Kampf, in dem er gegen den Schweizer Ruedi Vogel nach Punkten siegreich blieb.

## Nach dem Boxen
Lothar Abend arbeitete während seiner Boxerlaufbahn längere Zeit als Bauarbeiter, ehe er sich als Vertreter von Baustoffen selbständig machte. Er war ebenfalls als Rettungsschwimmer in einem Freibad beruflich tätig. Wegen seines Kämpferherzens ist er bei den norddeutschen Boxfans nicht vergessen und ist bei Boxveranstaltungen im norddeutschen Raum immer noch ein gern gesehener Gast. Er lebt heute im Kieler Stadtteil Russee.